# ヨーゼフ・ヴァイグル
ヨーゼフ・ヴァイグル（Joseph Weigl、1766年3月28日 - 1846年2月3日）は、オーストリアの作曲家、および指揮者である。

## 生涯
1766年に父親でチェリストのヨゼフ・フランツ・ヴァイグル(1740年-1820年)の息子として、オーストリアのアイゼンシュタットに生まれる。父親はフランツ・ヨーゼフ・ハイドンと同じくエステルハージ家に仕えていたチェリストだった。後にウィーンでアントニオ・サリエリとヨハン・ゲオルク・アルブレヒツベルガーに音楽を学んだ。1783年に最初のオペラ『取り越し苦労、または裏切られた悪意』を作曲し、初演の際サリエリから称賛され、ヴァイグルを激励したと伝えられる。
1790年にヴァイグルはウィーン宮廷劇場の楽長に就任し、1827年から1838年まで主に宮廷劇場の副楽長を務めたが、翌年の1839年には退職した。その後は静かな余生を過ごし、1846年2月3日にウィーンで死去。
ヴァイグルは生涯で34曲のオペラを残しているが、今日上演されることはほとんど無い。1809年に成功を収めたオペラ『スイス人の一家』しかあまり知られていない。

## 作品

### オペラ、ジングシュピール
- 取り越し苦労、または裏切られた悪意(1783)
- La sposa collerica(1786)
- Il pazzo per forza(1788)
- La caffettiera bizzarra(1790)
- Der Strazzensammler oder Ein gutes Herz ziert jeden Stand(1792)
- La principessa d’Amalfi(1794)
- Das Petermännchen 1. und 2. Teil(1794)
- Giulietta e Pierotto(1794)
- I solitari(1797)
- 船乗りの恋、あるいは海賊(L’amor marinaro ossia Il corsaro)(1797):アリア「仕事の前に」(Pria ch'io l'impegno)の主題がピアノ三重奏曲第4番 (ベートーヴェン)の第3楽章に用いられている。
- 山の村(1798)
- L’accademia del maestro Cisolfaut, Oper in zwei Akten (1798)
- L’uniforme, Oper in drei Akten (Schönbrunn 1800), als Die Uniform (dt., 1805)
- ヴェスタの火(1805)
- Il principe invisibile(1806)
- Kaiser Hadrian(1807)
- Adrian von Ostade(1807)
- クレオパトラ(1807)
- Il rivale di se stesso(1808)
- 児童養護施設(1808)
- スイス人の一家(1809)
- アルプスの隠者(1810)
- Die Verwandlungen(1810)
- Franziska von Foix(1812)
- 地滑り(1813)
- Die Jugend Peter des Großen(1814)
- L’imboscata(1815)
- Margaritta d’Anjou ossia L’orfana d’Inghilterra(1819)
- ナイチンゲールとカラス(1818)
- Daniel in der Löwengrube oder Baals Sturz(1820)
- ヴァルデマル王、またはデンマークの漁師(1821)
- エドモンド、またはキャロライン(1821)
- 鉄の門(1823)

### その他の作品
18曲のバレエ音楽、協奏曲、舞曲、チェンバロ曲、カンタータ、宗教曲なども作曲している。